# Список об'єктів Світової спадщини ЮНЕСКО в Фіджі
Список об'єктів Світової спадщини ЮНЕСКО на Фіджі станом на 2015 рік містить 1 об'єкт культурного типу.

## Список
| № | Зображення | Назва                                                          | Розташування  | Час створення | Рік внесення до списку | №                                                 | Критерії |
| - | ---------- | -------------------------------------------------------------- | ------------- | ------------- | ---------------------- | ------------------------------------------------- | -------- |
| 1 |            | Старе портове місто Левука (англ. Levuka Historical Port Town) | Східний округ | XIX століття  | 2013                   | 1399 [Архівовано 8 липня 2018 у Wayback Machine.] | ii, iv   |

## Попередній список
| № | Зображення | Назва                                                                              | Розташування      | Час створення | Рік внесення до списку | №                                                   | Критерії   |
| - | ---------- | ---------------------------------------------------------------------------------- | ----------------- | ------------- | ---------------------- | --------------------------------------------------- | ---------- |
| 1 |            | Басейн Сові (англ. Sovi Basin)                                                     | Центральний округ | —             | 1999                   | 1374 [Архівовано 25 жовтня 2012 у Wayback Machine.] | iii, iv, v |
| 2 |            | Піщані дюни Сингатоки (англ. Sigatoka Sand Dunes)                                  | Західний округ    | —             | 1999                   | 1375 [Архівовано 4 квітня 2013 у Wayback Machine.]  | iii, iv, v |
| 3 |            | Заповідник фіджійської ігуани Ядуа-Табу (англ. Yaduataba Crested Iguana Sanctuary) | Північний округ   | —             | 1999                   | 1376 [Архівовано 27 квітня 2014 у Wayback Machine.] | x          |